# Pseudeuxesta prima
Pseudeuxesta prima är en tvåvingeart som först beskrevs av Osten Sacken 1881.  Pseudeuxesta prima ingår i släktet Pseudeuxesta och familjen fläckflugor. Inga underarter finns listade i Catalogue of Life.